# في-22 أوسبري
ڤي-22 أوسبري (بالإنجليزية: V-22 Osprey)‏ طائرة تعمل بتقنية المراوح القابلة لتغيير الاتجاه Tilt Rotor. إذ تجمع بين القدرة على الإقلاع والهبوط العمودي مثل طائرات الهليكوبتر، وسرعة التحليق العالية، اللذان يميزان الطائرات ثابتة الجناح. وقد صممت هذه الطائرة لخدمة كل أفرع القوات المسلحة الأمريكية، وليس فقط القوات الخاصة. وهي أول طائرة تصمم بالكامل على الكمبيوتر، كما أنها أول طائرة تبني بشكل شبه كامل من المواد المركبة واللدائن، حيث يحتوي هيكلها بالكامل على 1000 رطل فقط من المعادن.
على الرغم من أن برنامج هذه الطائرة قد حظى بالكثير من الاهتمام، إلا أن الحوادث المتكررة، التي صاحبت الاختبارت والطيران التجريبي، قد أحبط المسئولين عن البرنامج، وادى إلى توقفه عدة مرات، إلى ان تقرر الاستمرار فيه مؤخرا، بعد أن ظهرت حاجة القوات الخاصة الأمريكية وقوات المشاة البحرية الأمريكية لمثل هذه الطائرة في عملياتهم في أفغانستان.وفي ديسمبر2023 أعلن الجيش الأميركي، منع أسطوله من طائرات Osprey من التحليق، وذلك لإجراء تحقيق بشأن "مشكلة محتملة في معدات الطائرة" تسببت في حادث التحطم المميت في اليابان، حيث أثار المسؤولون مخاوف بشأن سلامة الطائرة ذات المروحيات المائلة، حسبما ذكرت "بلومبرغ".وينطبق قرار وقف تشغيل أسطول الطائرات Osprey على طائرات البنتاجون من طراز V-22 والبالغ عددها 431 طائرة، وأصدرت القوات الجوية الأميركية، بياناً، قالت فيه إنها وجهت إلى وقف تشغيل نسختها من الطائرة Osprey (CV-22) بعد حادثة التحطم التي وقعت قبالة جزيرة ياكوشيما في جنوب غرب اليابان، ما أودى بحياة ثمانية طيارين أميركيين.

## مواصفات عامة
أهم مواصفات الطائرة هي :
- الطول : 62.5 قدم
- طول الجناح : 46.4 قدم
- قطر المروحة : 38 قدم
- الوزن فارغة : 31772 رطل
- الوزن الأقصى للإقلاع العمودي : 47500 رطل
- المحركات : محرك على كل جناح
- الطاقم : 3 أفراد
- مقاعد الجنود : 24 مقعد
- عدد حمالات الجرحى : 12 حمالة
- سرعة الطواف : 275 عقدة

## الدول التي تملك الطائرة

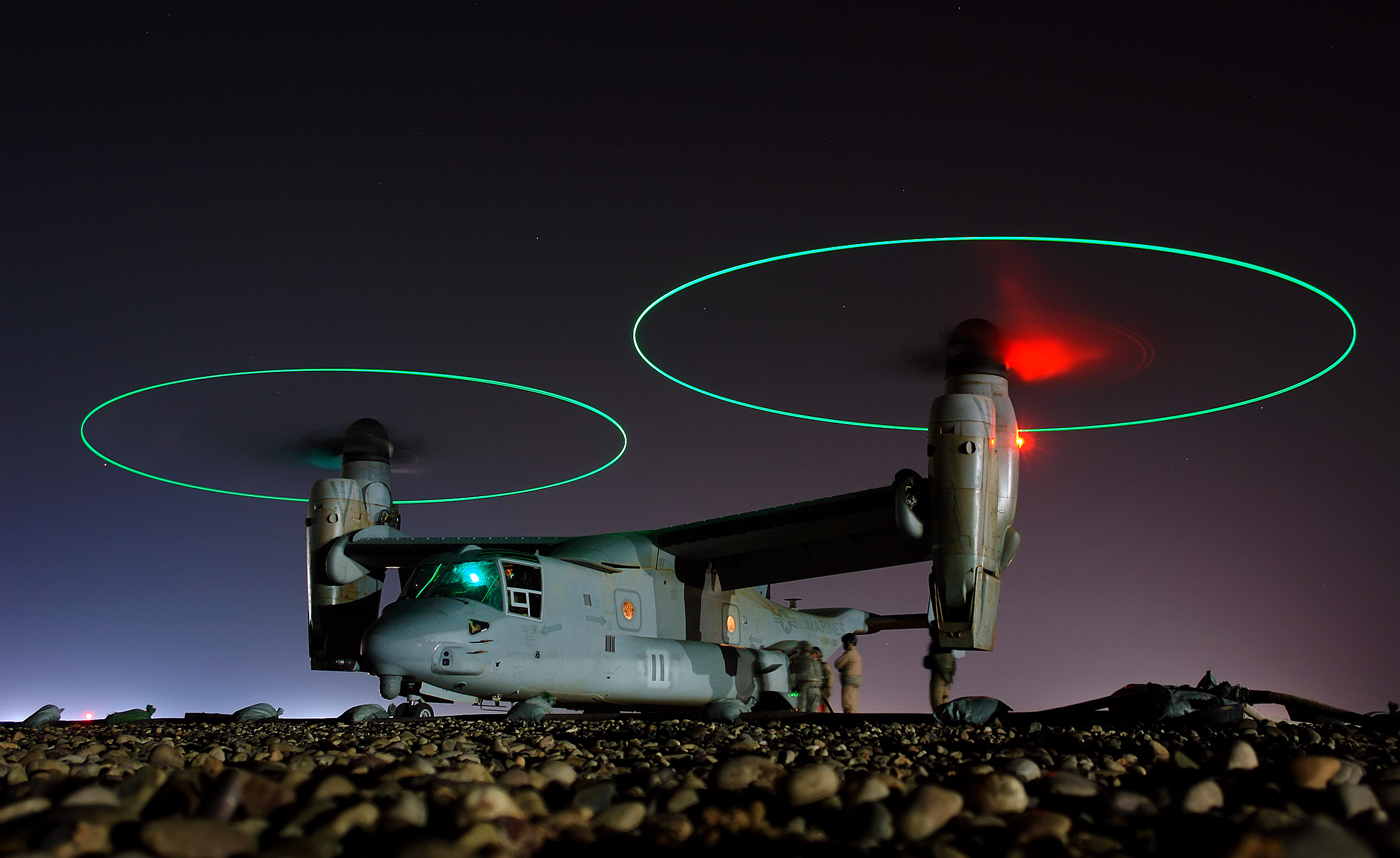
طائرة في-22 أوسبري يتم إعادة تعبئتها بالوقود خلال إحدى المُهمات في وسط العراق.

أعلن وزير الدفاع الأمريكي تشاك هاجل أن إسرائيل ستكون أول حليف لواشنطن يحصل على طائرات «أوسبري» حيث وافقت الولايات المتحدة على بيع ست طائرات في-22 اوسبري.

## وصلات خارجية
- الموقع الرسمي لفي-22 لدي بوينغ
- الموقع الرسمي لفي-22 لدي بيل
- في -22 و، التاريخ على موقع Navy.mil
- ورقة حقائق سي في-22 على موقع القوات الجوية الأمريكية
- في-22 على موقعGlobalSecurity.org
- في-22 على موقعairforce-technology.com